# Поль Куртен
Поль Куртен (фр. Paul Courtin, нар. 27 березня 1942, Салломін) — французький футболіст, що грав на позиції нападника, зокрема за «Ланс» і «Нант», а також за національну збірну Франції.

## Клубна кар'єра
У дорослому футболі дебютував 1959 року виступами за «Ланс», за який з певними перервами грав до 1964 року. 
Згодом у 1964–1965 роках грав за «Авіньйон» та «Арль», після чого ще на два сезони повернувся до «Ланса».
1967 року перебрався до «Нанта», де відіграв сезон за другу команду, після чого чотири роки грав за головну команду клубу з Нанта. Більшість часу, проведеного у складі «Нанта», був основним гравцем атакувальної ланки команди.
Протягом 1972—1973 років захищав кольори «Нім-Олімпіка». Завершував ігрову кар'єру у нижчоліговій команді «Карпентрас», за яку виступав протягом 1973—1975 років.

## Виступи за збірну
1966 року провів свою єдину офіційну гру у складі національної збірної Франції.
| Дата       | Місто | Господарі | Результат | Гості  | Турнір            | Голи | Примітки |
| ---------- | ----- | --------- | --------- | ------ | ----------------- | ---- | -------- |
| 22-10-1966 | Париж | Франція   | 2 – 1     | Польща | Відбір до ЧЄ 1968 | -    |          |
| Усього     |       | Матчів    | 1         |        | Голів             | 0    |          |